# Dioxyde de niobium
Le dioxyde de niobium, est le composé chimique de formule NbO2. C'est un solide non stœchiométrique de couleur bleu-noir dont la composition est comprise entre NbO1,94 et NbO2,09. Il peut être préparé en réduisant Nb2O5 avec H2 à 800-1350 °C ou bien en faisant réagir Nb2O5 avec de la poudre de Nb à 1100 °C.

## Propriétés
A température ambiante, le dioxyde de niobium a une structure tétragonale de type rutile avec des distances Nb-Nb courtes, indiquant une liaison Nb-Nb. A haute température, le NbO2 a également une structure de type rutile avec des distances Nb-Nb courtes. Deux phases à haute pression sont distinguées: l'une avec une structure de type rutile, avec des distances Nb-Nb courtes, et une autre à plus haute pression avec une structure de type baddeleyite.
Le NbO2 n'est pas soluble dans l'eau et est un puissant agent réducteur, capable de réduire le dioxyde de carbone en carbone et le dioxyde de soufre en soufre. Dans le cadre de la production industrielle de niobium métallique, le NbO2 est produit en tant qu'intermédiaire, par la réduction du Nb2O5 assurée par l'hydrogène. Le NbO2 réagit ensuite avec de la vapeur de magnésium pour produire du niobium métallique.